# Спящие красавицы
«Спящие красавицы» (англ. Sleeping Beauties) — мистический роман американского писателя Стивена Кинга и его младшего сына Оуэна Кинга, выпущенный 26 сентября 2017 года. Книга впервые была упомянута во время рекламного выступления в радиопрограмме CBC Q. Стивен Кинг заявил о романе: «Оуэн подал мне эту бомбическую идею, и я пару раз уже сотрудничал с Джо. Я не собираюсь говорить, в чём заключается идея, потому что она слишком хороша».
О романе было официально объявлено в июне 2016 года. Было известно, что его действие происходит в женской тюрьме в Западной Виргинии во время странного мистического события, в результате которого все женщины в мире засыпают.
Отрывок романа был опубликован 1 сентября 2017 года в журнале Entertainment Weekly в специальном выпуске «The Ultimate Guide to Stephen King».

## Сюжет
Весь мир окутывает загадочный вирус «Аврора», который погружает женщин в сон и покрывает их тела белым коконом; при этом, если разорвать кокон, проснувшаяся женщина становится невероятно агрессивной. Эпидемия «Авроры» и её последствия (из-за разорванных коконов) порождает беспорядки на улицах городов США и других стран мира. При этом загадочный вирус «Аврора» связан с маленьким американским городком Дулинг («Наше место») в регионе Аппалачей (западная часть штата Мэн), в котором находится единственная девушка, не подверженная вирусу — Иви Блэк, арестованная за убийство двух варщиков амфетамина. Большинство мужчин-жителей Дулинга считают Иви виновной в эпидемии и начинают на неё охоту.

## Персонажи
- Иви Блэк — таинственная и очень красивая девушка, главный герой повествования. Она (предположительно) несёт ответственность за распространение вируса «Аврора», но при этом она сама имеет иммунитет к вирусу. Она демонстрирует несколько способностей, в том числе способность менять облик, управлять мотыльками и телепатически общаться с животными — в романе фигурируют лис, крысы, белый тигр, змея и павлин. Иви оправдывает свои действия, заявляя, что её миссия — определить, смогут ли мужчины выжить в мире без женщин.
- Лайла Норкросс — шериф Дулинга, жена Клинта Норкросса. В начале романа она пытается бодрствовать, чтобы помочь городу, но в итоге заражается вирусом «Аврора» и после этого берёт на себя руководство женщинами в «Нашем месте».
- Клинтон (Клинт) Норкросс — психиатр женской тюрьмы Дулинга, муж Лайлы Норкросс. Первоначально он планировал стать частным психологом, но уволился, чтобы работать в женской тюрьме. Он действительно верит, что его пациентки могут выздороветь и считает, что большинство женщин — хорошие люди, которым просто не повезло в жизни. Иви выбирает Клинта, чтобы он присматривал за ней и доказал, что мир мужчины стоит того, чтобы его спасти.
- Фрэнк Гири — единственный сотрудник по контролю за животными в Дулинге. Иви считает его представителем того, что она считает наихудшими склонностями мужчин.
- Жанетт Сорли — заключённая женской тюрьмы Дулинга, осуждённая за непредумышленное убийство мужа (ударила его отвёрткой, когда они оба были под кайфом). Клинт Норкросс считает, что Жанетт совершила убийство в целях самообороны, утверждая, что из-за жестокого обращения мужа она либо умерла бы, либо была бы эмоционально травмирована до конца своей жизни.

## Критика
- Агрегатор рецензий Book Marks сообщил, что 31% критиков дали книге «восторженные» отзывы, в то время как 23% и 31% критиков выразили «положительные» или «смешанные» впечатления. Еще 15% критиков «раскритиковали» книгу[4].
- Положительные отзывы выразила газета The Guardian, написав: «…эпическая, красочная история глобальной пандемии, демонстрирующая молодость, невиданную годами»[5].

## Адаптации

### Телевидение
В апреле 2017 года Deadline Hollywood сообщил, что Anonymous Content приобрела телевизионные права на роман. В апреле 2019 года телеканал «AMC» взял на себя обязательство разработать пилотный эпизод для телесериала.

### Графический роман
В июле 2019 года Deadline Hollywood сообщил, что издательство «IDW Publishing» выпустит адаптированный комикс по роману в 10 выпусках, созданный тандемом канадского писателя Рио Юерса («Забытая девушка») и лондонского художника и архитектора Элисон Сэмпсон. Первый выпуск вышел в июне 2020 года.